# Cesare Miani
Cesare Miani (Udine, 22 agosto 1891 – Udine, 4 febbraio 1961) è stato un architetto italiano.

## Biografia
Nato a Udine il 22 agosto 1891 e laureato all'accademia di Brera di Milano nel 1916 assieme agli architetti di fama internazionale Gio Ponti e Giuseppe Greppi. Suo maestro all'ateneo milanese fu Gaetano Moretti, ma considerò come maestro anche Raimondo D'Aronco col quale collaborò nell'elaborazione dei disegni esecutivi del Palazzo del Comune di Udine in stile liberty.
La devozione di Miani per D'Aronco ebbe particolarmente modo di manifestarsi per l'allestimento di una mostra dei progetti realizzati dal maestro che si tenne nella sala Ajace ad Udine una trentina di anni or sono, mostra che ora è stata ripresa a Roma. Per lunghi anni fu presidente del circolo artistico friulano, fu anche presidente o membro autorevole di commissioni giudicatrici di concorsi artistici e fu segretario generale del comitato per le celebrazioni centenarie del 1948.
Nell'immediato primo dopoguerra resse l'ufficio tecnico comunale e fino a due anni prima della scomparsa fu direttore tecnico dell'INA-CASA di Udine. Prima e dopo l'ultima guerra fu titolare della cattedra di storia dell'arte del liceo di Udine.
Per vent'anni, dal 1930 al 1950 fu presidente dell'ordine degli architetti di Udine. Era membro effettivo dell'accademia di Udine e della commissione diocesana di arte sacra, era pure ispettore onorario della soprintendenza ai monumenti. Come tutti gli artisti della sua generazione si trovò coinvolto nella più grave crisi che abbia mai colpito l'architettura; quando si affacciò alla professione il cemento armato non aveva ancora rivoluzionato le tradizionali strutture e il gusto era ancora rivolto al liberty.
I suoi primi lavori risentono fortemente della sua preparazione accademica (villa Miotti a Tricesimo) ma poi aderisce al concetto di razionalità del tempo progettando e costruendo la chiesa di Lignano Sabbiadoro. Si possono ricordare altre opere come la casa Camavitto di via Zanon e le case dell'Ente Autonomo Pase Popolari di via Ermes di Colleredo e come urbanista il piano di sistemazione della zona sud-orientale di Udine.

## Opere
1921
- Case popolari, via Colloredo, Udine

1923
- Villa Rizzi, via Volturno, Udine

1925
- Casa Zilio, largo cappuccini, Udine

1926
- Casa Trangoni, via Pelliccerie, Udine
- Villa Schiavi, via Volturno, Udine
- Casa Feruglio, via Moggio, Udine

1928
- Palazzina Direzione Miniere Cave del Predil oggi sede del Museo di Cave del Predil

1930
- Villa Miotti de Braida a Tricesimo (Ud)

1932
- Casa Camavitto, via Zanon, Udine

...
- Chiesa parrocchiale di Lignano Sabbiadoro